# Église Sacro Cuore del Suffragio
L'église Sacro Cuore del Suffragio (en français : église du Sacré Cœur du Suffrage) est une église romaine dédiée au Sacré-Cœur située dans le rione de Prati et confiée aux Missionnaires du Sacré-Cœur de Jésus. Elle est connue sous le surnom de petite cathédrale de Milan pour son riche style néo-gothique.

## Historique
Nommé à Rome, le père Victor Jouët (Nuoro, 1839 - Rome, 1912) missionnaire du Sacré-Cœur, achète un terrain en 1893 pour y construire une église dédiée au Sacré-Cœur de Jésus. La construction commence en 1894 par la bénédiction de la première pierre par Louis Robert, évêque de Marseillemais en attendant son achèvement, le culte a lieu dans un oratoire provisoire où le 15 septembre 1897, éclate un incendie qui est maîtrisé mais dont la fumée laisse sur la paroi de l’autel de la Vierge du Rosaire une paréidolie d'un visage souffrant comme entouré de flammes. Le Père Jouët reste impressionné par ce visage dessiné par le feu ; selon le prêtre, il s'agit d’un trépassé qui demande des prières pour être délivré du purgatoire. Il décide de bien dédier l'église au Sacré-Cœur de Jésus mais avec l'intention spéciale de prier pour les fidèles défunts d’où ce nom particulier d’église du Sacré-Cœur du Suffrage. La construction est achevée en 1917 et l'église est bénite et ouverte pour le culte le 1er novembre de la même année. Le 17 mai 1921, l'église est consacrée par Pietro Benedetti, archevêque de Tyr. Le pape Jean-Paul II visite l'église le 1er février 1998.

## Façade
L'église du Sacré-Cœur de Jésus dans Prati est situé sur les bords du Tibre, via Lungotevere Prati 12, près du palais de justice de Rome. La façade entièrement en béton armé souligne la division interne en trois nefs avec six piliers chacun surmonté d'un pinacle. Les trois portails sont décorés de colonnes en marbre rouge de Vérone surmontés de tympan, celui qui est central représente les âmes du purgatoire, celui de droite la descente de Croix et celui de gauche la résurrection de Jésus ; Le gable du portail central représente le Sacré-Cœur de Jésus entre deux anges. La façade est ornée de dix-neuf statues de saints choisis personnellement par le pape Pie X et situées en plusieurs endroits, la façade centrale est surmontée de sept niches (de gauche à droite) : Augustin d'Hippone, Pierre, Joseph, Notre-Dame du Sacré-Cœur, Jean, Paul, Odon de Cluny. Dans les niches de la façade de droite (de gauche à droite) : Victor, François d'Assise et Nicolas de Tolentino et celle de gauche (de gauche à droite) : Francois Xavier, Dominique de Guzman, Michel Archange et à proximité des six piliers surmontés d'un dais (de gauche à droite) : Bernard de Clairvaux, Grégoire le Grand, Catherine de Gênes, Marguerite-Marie Alacoque, Antoine de Padoue et Patrick d'Irlande.

## Intérieur

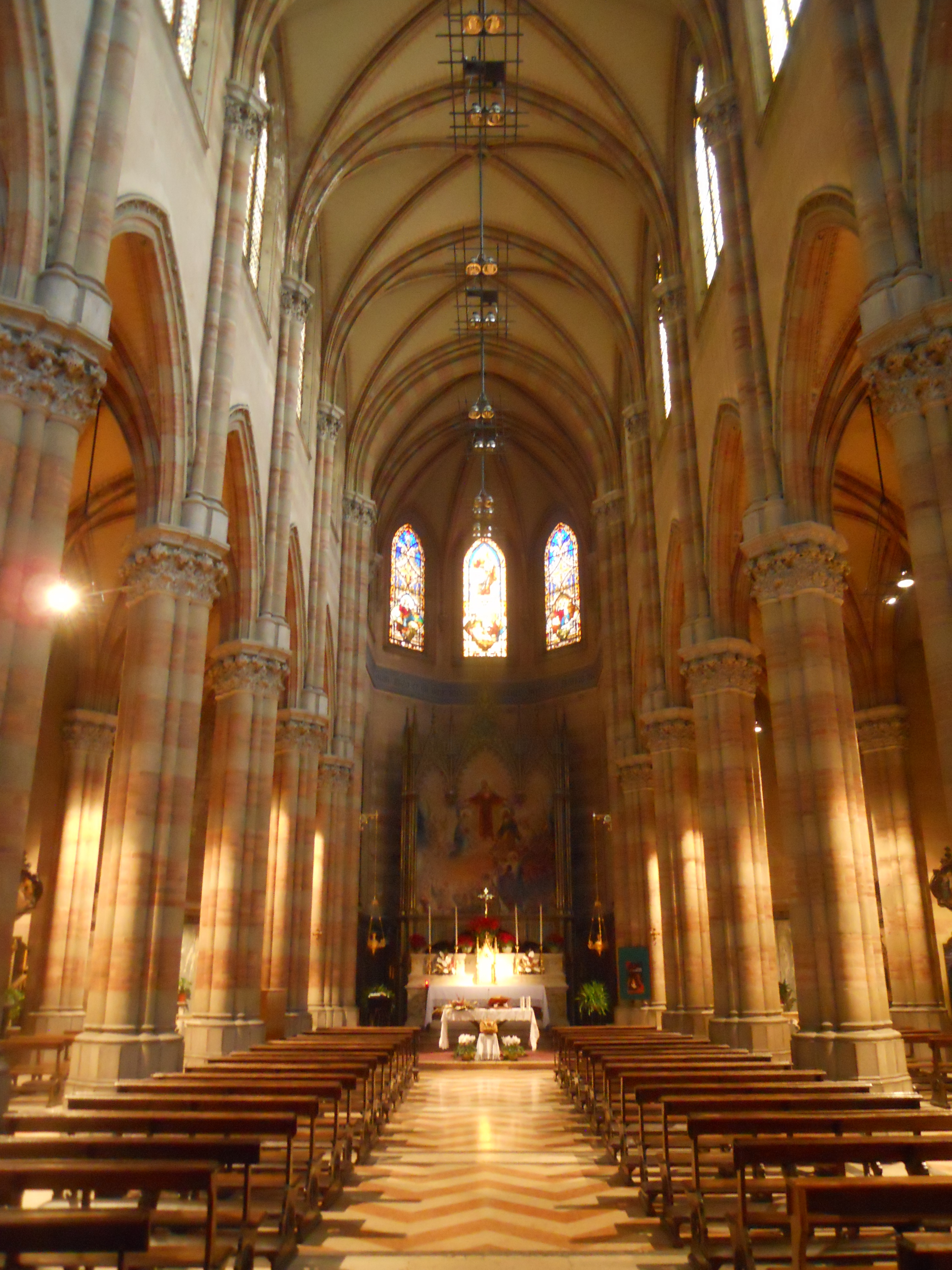

L'intérieur de l'église possède trois vaisseaux de six travées en croisée d'ogives reposant sur des piliers fasciculés décorés de bandes de pierre grise et brique rouge tandis que le plancher a des inserts en marbre rouge de Vérone.
Le premier autel sur la droite est dédié à saint Michel Archange et surmonté d'un retable représentant le saint ; l'autel suivant est dédié à sainte Marguerite-Marie Alacoque avec un triptyque représentant l'apparition du Cœur de Jésus à la visitandine. Le premier autel à gauche est dédiée à saint Antoine de Padoue. Dans la dernière travée de gauche, se trouve la tombe de Pietro Benedetti en marbre avec une pietà en bronze et en haut un buste représentant l'évêque défunt. La chapelle au fond de l'allée de droite est dédiée à saint Joseph ; la chapelle en face est dédiée à Notre-Dame du Rosaire.
La nef centrale se termine par une profonde abside polygonale avec un autel en marbre orné de bronze doré surmonté par le tabernacle, derrière se trouve un grand retable, avec le Sacré-Cœur au centre et la Vierge et saint Joseph intercédant pour les âmes du purgatoire.

## Musée des âmes du Purgatoire
Après l'incendie du 15 septembre 1897, le Père Jouët, qui voit un signe d'une âme demandant des prières, décide de recueillir des preuves (documents et objets) sur des événements tangibles d'âmes du purgatoire et les recueille dans un musée à l'église. Il se trouve à la sacristie, accessible par une porte à la sixième travée de la nef droite.